# 東新庄站
東新庄站（日语：／ Higashi-shinjō eki */?）是隸屬於富山地方鐵道的鐵路車站，座落於富山縣富山市新庄町，是離富山市中心不遠的短途通勤車站，現時停靠急行及普通列車。平日有由已退休的職員負責窗口售票事宜，周末及假日則為無人站。
在日本，有不少稱為「新庄」的車站，但卻位於不同的地市，當中以山形縣新庄市的新幹線車站新庄站與鄰近在來線的南新庄站較為人熟識，而本站則與前兩站並沒有任何關連。

## 車站結構
以水泥建成的單層站舍1座，自開業以來一直使用至今。以當時大部份車站站舍均以木所建成時，本站以水泥建成為較少見的情況，當中又以正門上方、用以放置車站名稱的菱形屋簷最為注目。
設有側式月台2座，有效長度為3輛，當中2號月台於在2011年進行了月台改善工程，於平交道旁增設了無障礙斜道，令該部份的月台表面及基座也順道翻新，月台其他部份則保持古舊風格。

### 月台配置
| 月台 | 路線          | 方向 | 目的地                                                 | 備註 |
| ---- | ------------- | ---- | ------------------------------------------------------ | ---- |
| 1    | ■本線 ■立山線 | 上行 | 電鐵富山方向                                           |      |
| 2    | ■本線         | 下行 | 越中舟橋、上市、中滑川、電鐵黑部、舌山、宇奈月溫泉方向 |      |
| 2    | ■立山線       | 下行 | 岩峅寺、立山方向                                       |      |

## 歷史
- 1931年8月15日：開業

## 利用人數
| 乘車人員推算 | 乘車人員推算 | 乘車人員推算 |
| 年度         | 1日平均人數  |              |
| ------------ | ------------ | ------------ |
| 2004年       | 438          |              |
| 2005年       | 458          |              |
| 2006年       | 460          |              |
| 2007年       | 453          |              |
| 2008年       | 457          |              |
| 2009年       | 423          |              |
| 2010年       | 431          |              |
| 2011年       | 425          |              |
| 2012年       |              |              |
| 2013年       |              |              |
| 2014年       |              |              |
| 2015年       |              |              |
| 2016年       | 459          |              |
| 2017年       | 460          |              |

## 相鄰車站
富山地方鐵道
■本線、■立山線
特急「宇奈月」、快速急行
通過
快速、普通
新庄田中（T03）－東新庄（T04）－越中荏原（T05）

## 外部連結
- 富山地方鐵道東新庄站公式網頁。 （页面存档备份，存于）（日語）